# Psychotria vellerea
Psychotria vellerea är en måreväxtart som beskrevs av Johannes Müller Argoviensis. Psychotria vellerea ingår i släktet Psychotria och familjen måreväxter. Inga underarter finns listade i Catalogue of Life.